# Ceraspis lurida
Ceraspis lurida är en skalbaggsart som beskrevs av Frey 1962. Ceraspis lurida ingår i släktet Ceraspis och familjen Melolonthidae. Inga underarter finns listade i Catalogue of Life.